# Diócesis de Houma-Thibodaux
La diócesis de Houma-Thibodaux (en latín: Dioecesis Humensis-Thibodensis y en inglés: Roman Catholic Diocese of Houma-Thibodaux) es una circunscripción eclesiástica de la Iglesia católica en Estados Unidos. Se trata de una diócesis latina, sufragánea de la arquidiócesis de Nueva Orleans. Desde el 5 de junio de 2025 su obispo es Simon Peter Engurait.

## Territorio y organización
La diócesis tiene 9065 km² y extiende su jurisdicción sobre los fieles católicos de rito latino residentes en 2 parroquias civiles del estado de Luisiana: Lafourche y Terrebonne. Comprende además parcialmente las parroquias de Jefferson y St. Mary.
La sede de la diócesis se encuentra en la ciudad de Houma, en donde se halla la Catedral de San Francisco de Sales. En Thibodaux se encuentra la Concatedral de San José.
En 2021 en la diócesis existían 39 parroquias agrupadas en 6 decanatos.

## Historia

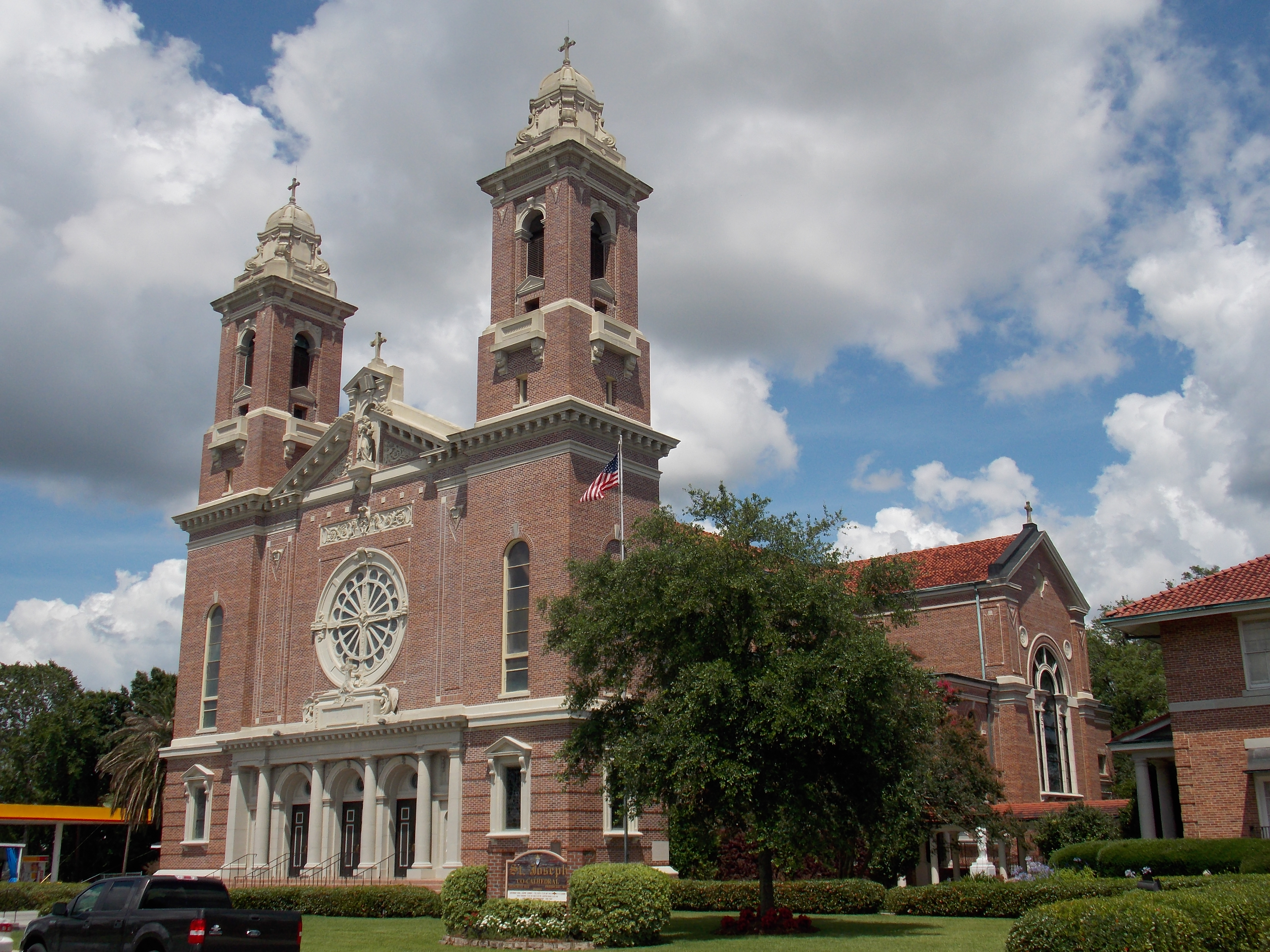
Concatedral de San José (Thibodaux)

La diócesis fue erigida el 2 de marzo de 1977 con la bula Quandoquidem del papa Pablo VI, obteniendo el territorio de la arquidiócesis de Nueva Orleans.

## Estadísticas
Según el Anuario Pontificio 2022 la diócesis tenía a fines de 2021 un total de 114 360 fieles bautizados.
| Año                                                                             | Población            | Población | Población      | Sacerdotes | Sacerdotes    | Sacerdotes    | Bautizados por sacerdote | Diáconos permanentes | Religiosos | Religiosos | Parroquias |
| Año                                                                             | Bautizados católicos | Total     | % de católicos | Total      | Clero secular | Clero regular | Bautizados por sacerdote | Diáconos permanentes | Varones    | Mujeres    | Parroquias |
| ------------------------------------------------------------------------------- | -------------------- | --------- | -------------- | ---------- | ------------- | ------------- | ------------------------ | -------------------- | ---------- | ---------- | ---------- |
| 1980                                                                            | 131 400              | 184 000   | 71.4           | 65         | 55            | 10            | 2021                     | 15                   | 20         | 77         | 35         |
| 1990                                                                            | 128 000              | 206 000   | 62.1           | 70         | 63            | 7             | 1828                     | 24                   | 16         | 31         | 40         |
| 1999                                                                            | 130 274              | 202 000   | 64.5           | 78         | 75            | 3             | 1670                     | 25                   | 10         | 31         | 40         |
| 2000                                                                            | 126 000              | 202 000   | 62.4           | 82         | 77            | 5             | 1536                     | 27                   | 14         | 32         | 39         |
| 2001                                                                            | 126 000              | 202 000   | 62.4           | 80         | 75            | 5             | 1575                     | 29                   | 11         | 29         | 41         |
| 2002                                                                            | 130 000              | 205 000   | 63.4           | 73         | 64            | 9             | 1780                     | 31                   | 14         | 27         | 39         |
| 2003                                                                            | 130 000              | 205 000   | 63.4           | 71         | 63            | 8             | 1830                     | 27                   | 12         | 29         | 39         |
| 2004                                                                            | 130 000              | 205 000   | 63.4           | 77         | 63            | 14            | 1688                     | 27                   | 16         | 30         | 39         |
| 2006                                                                            | 120 691              | 205 000   | 58.9           | 82         | 75            | 7             | 1471                     | 26                   | 12         | 30         | 38         |
| 2013                                                                            | 127 000              | 223 000   | 57.0           | 73         | 64            | 9             | 1739                     | 39                   | 13         | 23         | 39         |
| 2016                                                                            | 129 709              | 227 595   | 57.0           | 68         | 65            | 3             | 1907                     | 40                   | 5          | 22         | 39         |
| 2019                                                                            | 116 160              | 241 700   | 48.1           | 69         | 69            |               | 1683                     | 36                   | 5          | 18         | 39         |
| 2021                                                                            | 114 360              | 257 423   | 44.4           | 72         | 72            |               | 1588                     | 38                   | 5          | 20         | 39         |
| Fuente: Catholic-Hierarchy, que a su vez toma los datos del Anuario Pontificio. |                      |           |                |            |               |               |                          |                      |            |            |            |

## Episcopologio
- Warren Louis Boudreaux † (2 de marzo de 1977-29 de diciembre de 1992 retirado)
- Charles Michael Jarrell (29 de diciembre de 1992-8 de noviembre de 2002 nombrado obispo de Lafayette)
- Sam Gallip Jacobs (1 de agosto de 2003-23 de septiembre de 2013 retirado)
- Shelton Joseph Fabre (23 de septiembre de 2013-8 de febrero de 2022 nombrado arzobispo de Louisville)
- Mario Eduardo Dorsonville-Rodríguez (1 de febrero de 2023 - 19 de enero de 2024, fallecido)
- Simon Peter Engurait, desde el 5 de junio de 2025